# 热诺 (上加龙省)
热诺（法語：Génos）是法国上加龙省的一个市镇，属于圣戈当区（Saint-Gaudens）巴尔巴藏县（Barbazan）。该市镇总面积3.47平方公里，2009年时的人口为94人。

## 人口
热诺人口变化图示